# Vatican Commandos
Vatican Commandos — американская хардкор-панк-группа. В её состав входили Джеймс Спадаккини, Джон Фарнсуорт, Линдсей Андерсон, Чип Муди и Ричард Холл (который позже продолжил успешную карьеру музыканта под псевдонимом Moby). Группа была сформирована в 1982 году, в Дарьене, штат Коннектикут. В 1983 году группа выпустила первый 7" EP Hit Squad for God. Ричард Холл подписался как «M.H.» (Melville Hall) на обратной стороне релиза. Более поздний состав группы включал Чака Вивера, Дейва Хауэра и Майка Поллока. Группа продолжила записывать песни и следующим альбомом стал Just a Frisbee 7" EP. Позже, в 1984 году группа выпускает свой третий альбом Point Me to the End (12" EP).
Vatican Commandos была расформирована в 1985 году.

## Дискография
- Hit Squad for God (7" EP, 1983)
- Just a Frisbee (7" EP, 1983)
- Point Me to the End (12" EP, 1984)
- Connecticut Fun (Compilation LP, 1985)
- Make It Work (Compilation 7", 1985)